# Kapweiler
Kapweiler (luxembourgeois : Kapwëller) est une section de la commune luxembourgeoise de Saeul située dans le canton de Redange.